# گرگوری سنت آلدرت
گرگوری سنت آلدرت (انگلیسی: Gregory S. Aldrete؛ زادهٔ ۱ ژانویهٔ ۱۹۶۶) نویسنده استاد دانشگاه در زمینه تاریخ در زمینه یونان باستان اهل ایالات متحده آمریکا است.